# High-occupancy toll lane

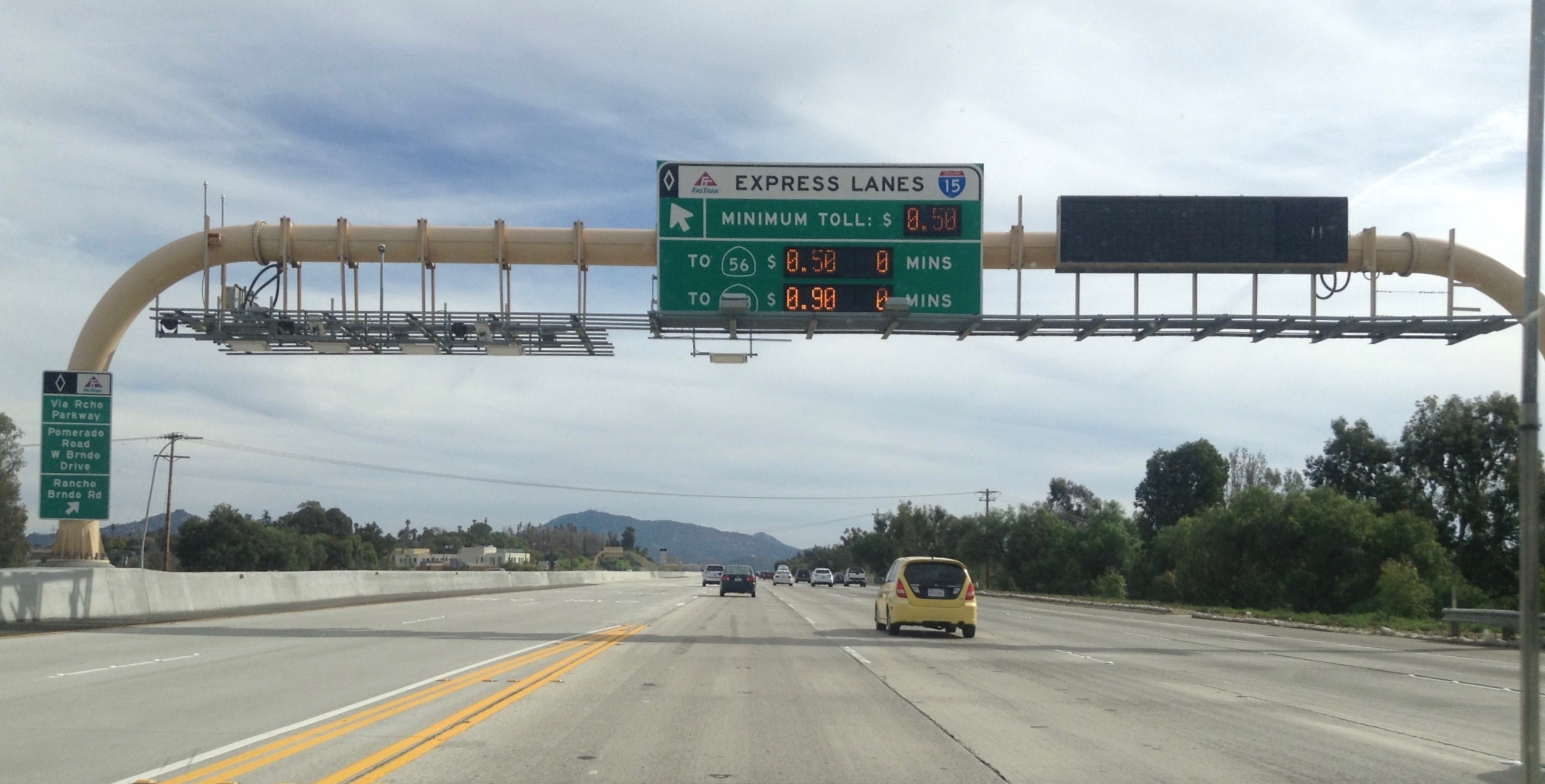
FasTrak mautpflichtige HOT-Fahrspuren auf der Interstate 15 Richtung Süden bei Escondido (Kalifornien). Die Höhe der Maut variiert.

Eine high-occupancy toll lane (oder HOT lane) ist in den USA und Kanada eine Fahrspur oder Fahrbahn, die für vollbesetzte (Großraum)fahrzeuge (HOV) sowie für von der Maut befreite Fahrzeuge gebührenfrei ist; andere Fahrzeuge müssen die Maut in variabler Höhe entrichten, die als Reaktion auf den Bedarf angepasst wird. Anders als auf Mautstraßen haben Fahrer die Möglichkeit, die anderen von der Maut ausgenommenen Fahrspuren der Straße zu benutzen. Die mautpflichtigen Express toll lanes (ETL) sind seltener und funktionieren in ähnlicher Weise, befreien jedoch nicht die vollbesetzten Fahrzeuge von der Maut.

## Geschichte
Das Konzept entstand, um die High-occupancy vehicle lanes (HOV) besser zu nutzen und auszulasten und damit die Verkehrskapazitäten insgesamt zu erhöhen. Die meisten der so eingerichteten Straßen befinden sich in den USA. 
Die praktisch erste Umsetzung war die im Jahr 1995 im Orange County (Kalifornien) erhobene Privatmaut auf die Express-Fahrspuren der California State Route 91. Das Konzept wurde 1996 nördlich von San Diego auf der Interstate 15 übernommen. Laut dem Transportinstitut der Texas A&M University gab es im Jahr 2012 in den Vereinigten Staaten 294 Meilen HOT- und Express-Fahrspuren sowie weitere 163 Meilen im Bau.
Kanadas erste Implementierung erfolgte auf dem Queen Elizabeth Way (QEW) in Ontario. Zwischen Oakville und Burlington wurden 16,5 km vorhandene HOV-Fahrspuren des QEW zu HOT-Fahrspuren.  Anfangs wurden Genehmigungen drei Monate Gültigkeit zu 180 Kan$ ausgegeben, obwohl eine elektronische Infrastruktur zur Mautabrechnung im Zuge des bevorstehenden Ausbaus des Ontario Highway 427 angekündigt worden war.

## Gestaltung

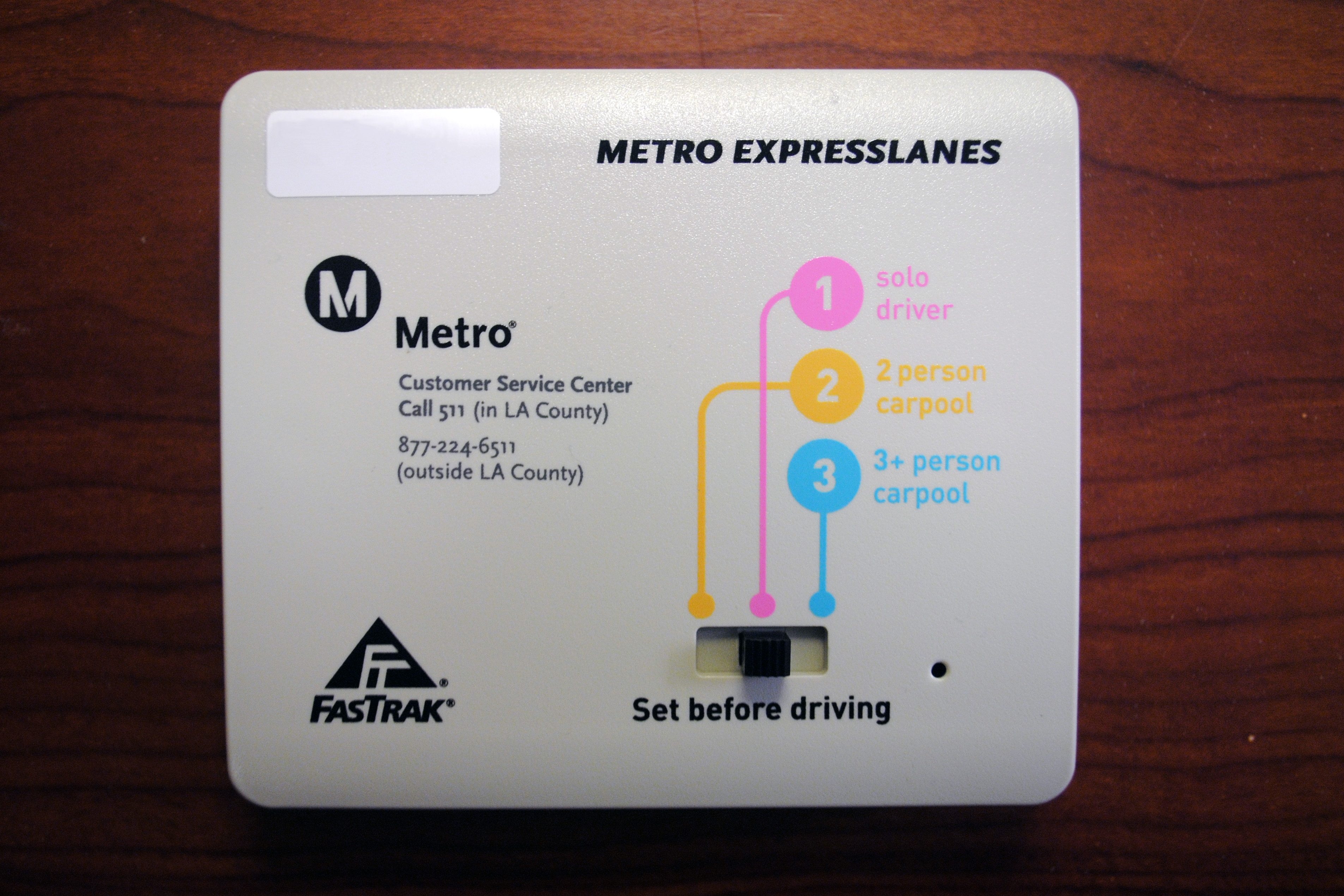
Ein im Fahrzeug umschaltbarer FasTrak-Transponder für den Großraum Los Angeles, der am Armaturenbrett angebracht ist.

Bei einigen mautpflichtigen Fahrspuren wird die Erhebung an die Fahrtrichtung der Pendler am Morgen angepasst und für die Pendler abends in die entgegengesetzte Richtung geschaltet. Teilweise werden abgetrennte Fahrbahnen auch in der Fahrtrichtung des täglichen Bedarfes angepasst. Die Maut wird meistens elektronisch erhoben, seltener durch automatische Nummernschilderkennung oder Mautstellen mit Personal. Ausgenommen sind Fahrzeuge, die HOV mit mindestens zwei, drei oder vier Insassen erfüllen und Fahrzeuge, die mit amtlich anerkannten alternativen Kraftstoffen betrieben werden sowie Motorräder, ÖPNV und Rettungsfahrzeuge.
Die Höhe der Maut, die an freigegebenen Zufahrtsstellen der Fahrspuren angezeigt wird, wird in Abhängigkeit vom Bedarf ermittelt, um das Verkehrsaufkommen zu regeln und eine garantierte Mindestverkehrsgeschwindigkeit sowie die Verkehrsqualität zu gewährleisten.
Das HOT-System der Los Angeles Metro ExpressLanes sind eigene Fahrbahnen für diesen ÖPNV, die gegen Maut mit dem eigenen Auto mitbenutzt werden dürfen. Dies erfordert den Einbau eines manuell „umschaltbaren“ Transponders im Fahrzeug, bei dem der Fahrer die Anzahl der Insassen selbst eingibt, um auf dieser Grundlage die entsprechende Maut zu zahlen. Bedienstete der California Highway Patrol haben Geräte im Dienstfahrzeug, die die angemeldete Belegung eines passierenden Fahrzeugs anzeigen, die sie visuell überprüfen können und Fahrer mit weniger Insassen als deklariert mit Strafzetteln und Nachforderung der Maut belangen können. Das neue System erwies sich als wirksam gegen Mautpreller, (die die Maut erschleichen) und fiel von 40–50 % bezogen auf andere vergleichbare Autostraßen Kaliforniens, die 20–25 % Verstöße registrierten, auf unter 10 %. Weitere für den Straßenverkehr tätige Staatsbedienstete Kaliforniens brachten in Folge dieser Erkenntnis die Zuständigen der San Francisco Bay Area im Alameda County dazu, ein ähnliches System anstelle des damals für die Interstate 580 geplanten zu übernehmen.

## Finanzierung und Bau
Die Implementierung dieser Systeme kann wegen des dafür erforderlichen Aufbaus – insbesondere im Hinblick auf dedizierte Anschlussstellen der Express-Mautspuren – unerschwinglich teuer werden. Die langfristigen Vorteile – die Verringerung von Verspätungen für Autofahrer und die Einnahmen zur Finanzierung des Straßenbaus und des ÖPNV – können die Kosten aufwiegen. Um die Baukosten zu senken, vergeben viele Bauträger ihre Projekte in eine Öffentlich-private Partnerschaft, die die Straßen wiederum an Öffentlichkeit und Staat vermietet. Infolgedessen kann der Bau teilweise oder vollständig von der privaten Einrichtung finanziert werden, die alle Einnahmen aus der Maut für einen bestimmten Zeitraum erhält.

## Kritikpunkte

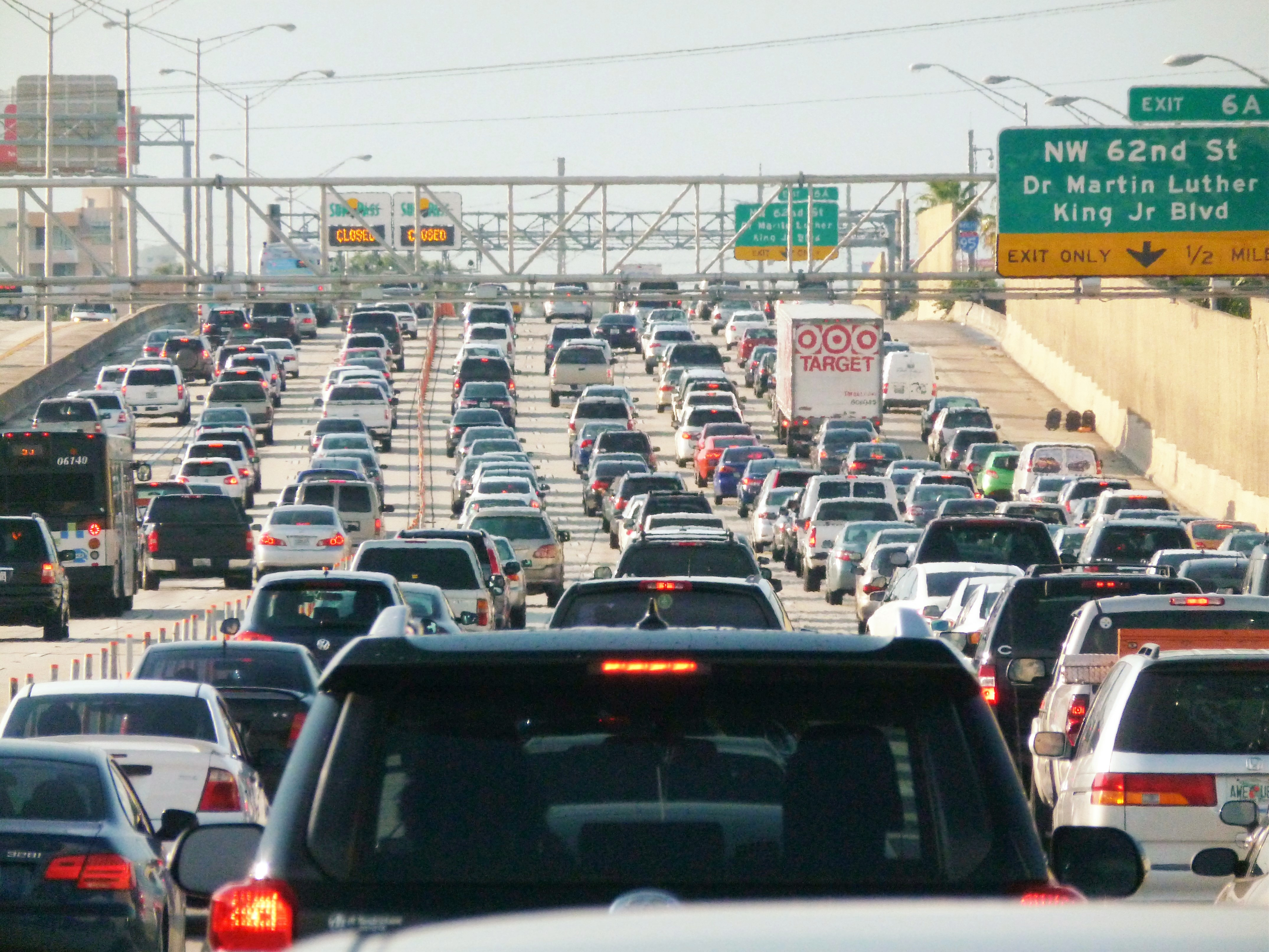
Die Hauptverkehrszeit am Nachmittag in Miami, in der die mautpflichtigen Schnellstraßen verstopft und quasi „geschlossen“ sind

Da HOT-Lanes und ETLs oft innerhalb des vorhandenen Straßenraums konstruiert werden, werden sie als Umweltsteuer kritisiert oder nur für Personen mit höherem Einkommen nützliche „Lexus-Fahrspuren“, da die Maut unabhängig vom sozioökonomischen Status erhoben wird und für Erwerbsarme eine relativ höhere finanzielle Belastung darstellt. Unterstützer von HOT-Fahrspuren widersprechen dieser Tatsache, dass HOT-Fahrspuren die Nutzung öffentlicher Verkehrsmittel und Mitfahrgelegenheiten fördern und den Gesamtaufwand für Verkehr reduzieren und insgesamt ein Vorteil für alle darstellen. Unglücklicherweise wird der aktuelle amerikanische öffentliche Verkehr immer noch als Wohlfahrtsform betrachtet und charakterisiert, was zu paradoxen Ausgaben führt, da öffentliche Steuergelder in den USA hohe Subventionen für Transitdienste tragen, während niedrige Fahrgastzahlen und weniger Betriebsstunden als in anderen Ländern das System prägen. Darüber hinaus bieten HOT-Fahrspuren keine Garantie für die Vermeidung von Verkehrsstaus, was ihre grundsätzliche Nützlichkeit in Frage stellt, abgesehen von der Beschaffung zusätzlicher Einnahmen für private Einrichtungen und Regierungen.

## Beispiele
- Metro ExpressLanes
- Virginia HOT lanes